# Pachytodes
Pachytodes is een kevergeslacht uit de familie van de boktorren (Cerambycidae). De wetenschappelijke naam van het geslacht werd voor het eerst geldig gepubliceerd in 1891 door Pic.

## Soorten
Pachytodes omvat de volgende soorten:
- Pachytodes cerambyciformis (Schrank, 1781)
- Pachytodes cometes (Bates, 1884)
- Pachytodes erraticus (Dalman, 1817)
- Pachytodes longipes (Gebler, 1832)
- Pachytodes orthotrichus (Plavilstshikov, 1936)